# Facundo Bellver Castelló
Facundo Bellver Castelló (n. L'Énova, La Ribera Alta, 25 de juliol de 1910- † València 12 d'agost de 1995) fou un religiós i canonge valencià.
Va ingressar en el Seminari de València als 13 anys. Va celebrar solemnement la seva primera missa el 19 de març de 1935, a l'Església Parroquial de La nostra Senyora de la Gràcia del seu poble natal. Van ser els seus padrins la Senyoreta María Calatayud Tormo i el senyor Félix Ivancos Montagud, canonge de la Seu de València.
Va ser capellà ecònom a Benicolet (Vall d'Albaida), i, fins a 1955, retor rector d'Alginet (Ribera Alta), població en la qual va ser nomenat per l'arquebisbe Marcelino Olaechea Loizaga com beneficiat de gràcia de la Catedral de València, en setembre de 1951.
Es va incorporar a l'equip permanent d'ajuda al nou Seminari de Montcada (Horta de València).
Pel seu entusiasme i eficaç tasca, l'arquebisbe Josep María García Lahiguera li va nomenar Canonge de la Catedral de València. Culte i brillant orador, va ser molt sol·licitat en nombrosos pobles i ciutats de Castella-la Manxa i País Valencià, per a donar eloqüents lliçons religioses i morals.
El 12 d'agost de 1995 va morir i va ser enterrat en el Panteó de l'Arquebisbat, del Cementiri Municipal de València.